# منجشیرین
منجشیرین، روستایی است از توابع بخش مرکزی و در شهرستان جوین استان خراسان رضوی ایران.اهالی این روستا به زبان ترکی صحبت می کنند

## جمعیت
این روستا در دهستان پیراکوه قرار داشته و بر اساس سرشماری سال ۱۳۸۵ جمعیت آن ۲۲۱ نفر (۵۸ خانوار)
بوده است.